# 三井住友銀行名古屋ビル
三井住友銀行名古屋ビル （みついすみともぎんこう なごやビル） は、愛知県名古屋市中区錦二丁目にあるビルである。

## 概要
1925年築のクラシックな銀行建築であった「住友銀行名古屋ビル」などを再開発して建設された超高層ビルである。その雰囲気を残す為に、外装を花崗石張りとし、低層部には「住友銀行名古屋ビル」の外観を踏襲したデザインが施されている。高層ビルに隣接して1935年建築の新古典主義建築である三井住友銀行名古屋支店（旧三井銀行名古屋支店）が建っている。
1階にはニチハのショールームやコリアプラザ名古屋やスターバックスコーヒーが並んでいる。

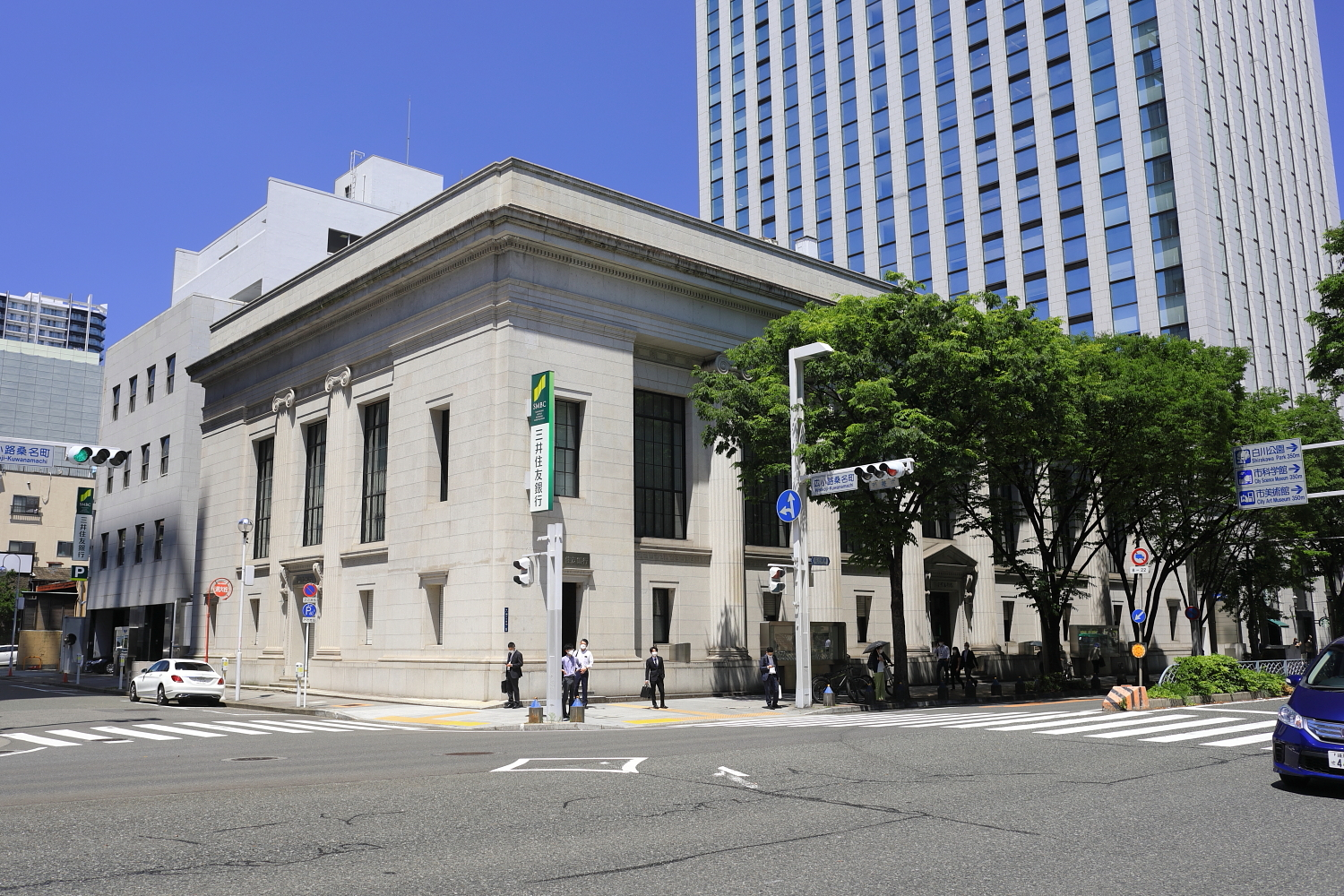
低層の建物は三井住友銀行名古屋支店（旧三井銀行名古屋支店）、その右側に見える高層ビルが三井住友銀行名古屋ビル

## 主なテナント
- 三井住友銀行名古屋支店
- 中日本高速道路本社
- ニチハ本社

## 最寄り駅
- 名古屋市営地下鉄東山線・鶴舞線 伏見駅3番出口